# Plattekill (hrabstwo Ulster)
Plattekill – jednostka osadnicza w Stanach Zjednoczonych, w stanie Nowy Jork, w hrabstwie Ulster.